# Futebol de Minas Gerais
Com três edições da Copa Libertadores da América e sete conquistas do Campeonato Brasileiro Série A no cartel do futebol local, os clubes de futebol mais relevantes do estado de Minas Gerais são o Clube Atlético Mineiro, o Cruzeiro Esporte Clube e o América Futebol Clube, que habitualmente representam o futebol do estado nas principais competições nacionais e/ou internacionais.

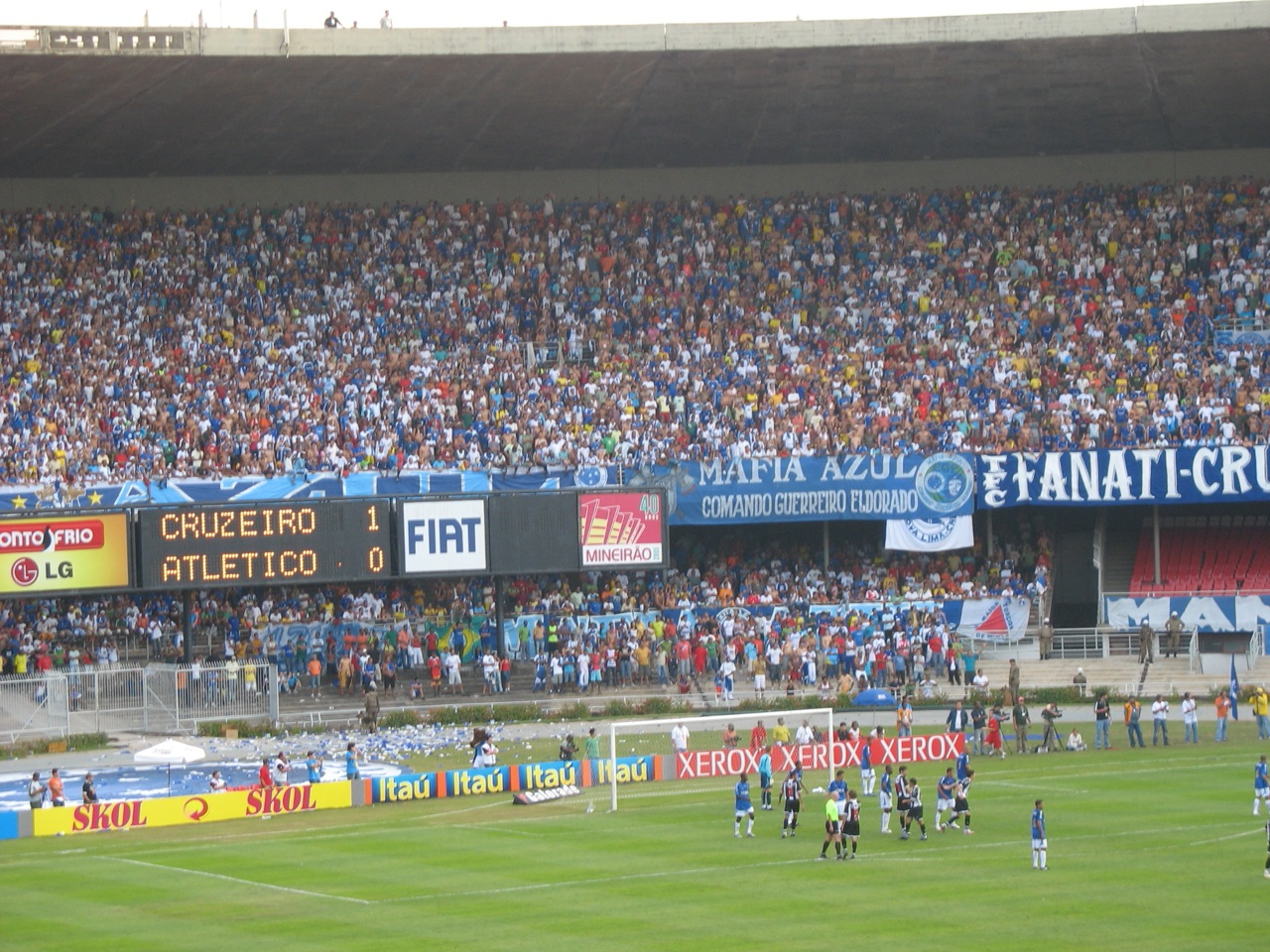
Clássico Mineiro, que envolve Atlético e Cruzeiro, no antigo Estádio do Mineirão em 2007.

## História do futebol em Minas Gerais
O primeiro clube de Belo Horizonte fundado para a prática do futebol foi o Sport Club Foot-Ball, fundado em 10 de junho de 1904, com os seus fundadores disputando a primeira partida entre os seus dois quadros no dia 3 de outubro do corrente ano, liderados por um carioca, Vítor Serpa, que havia estudado na Suiça, onde teve os primeiros contatos com o futebol.
No rastro desta iniciativa, surgiram outros dois clubes, o Plínio Foot-Ball Club e o  Atlético Mineiro, que não deve ser confundido com o clube do mesmo nome e primeiro clube que prosperou e segue ativo até hoje, e que foi fundado em 25 de março de 1908 por dez estudantes de classe média, oito funcionários públicos, três ourives, um comerciário, um tipógrafo e um viajante, sendo dois deles ingleses e um italiano.
Em 28 de junho de 1908 na Câmara Municipal de Nova Lima foi fundado com objetivo de oferecer lazer aos mineradores e trabalhadores da mineradora Saint John Del Rey Mining Company Limited, o quarto maior vencedor do Campeonato Mineiro, o Villa Nova, o primeiro entre os clubes mineiros que prosperaram a entrar em campo, o que aconteceu no dia de sua fundação em vitória de 2 a 1 sobre uma Seleção de Belo Horizonte.
No mês de setembro de 1913 foi inaugurado pelo América Futebol Clube, fundado em 30 de abril de 1912 por estudantes oriundos da elite desta cidade, o primeiro campo de futebol em Belo Horizonte, onde funciona nos dias atuais o Mercado Central. Com o passar dos anos, o América se firmaria como o representante da elite local.
Em 1914 foi fundada uma liga de futebol na cidade Juiz de Fora, que viria posteriormente a organizar o único campeonato citadino em uma cidade do interior por vários anos. Desde 1904, aparecem notícias na imprensa sobre partidas de futebol em Juiz de Fora, embora de forma mais clara, só a partir de 1907. Ata do Colégio Granbery, de 1893, aponta para a realização de um torneio interno. No dia  12 de maio de 1912 foi disputada uma partida entre o Granberyense de Juiz de Fora e o Clube Atlético Mineiro, em Belo Horizonte, com a vitória do primeiro por 5 a 1. Tendo sido realizada mais uma partida em Juiz de Fora no dia 7 de setembro, com vitória do time da casa por 3 a 0, o que demonstra a força do futebol da cidade de de Juiz de Fora naquela época.
Destaques e rivais do futebol do Triângulo Mineiro, o Uberaba foi fundado em 15 de julho de 1919, enquanto o seu rival Uberlândia foi fundado em 1 de novembro de 1922.
Terceiro entre os grandes clubes de Belo Horizonte em atividade a ser fundado, o Cruzeiro Esporte Clube apareceu no cenário futebolístico mineiro em 2 de janeiro de 1921, através de iniciativa de desportistas da colônia italiana, ainda com o nome de Societá Sportiva Palestra Itália, com o clube se abrindo para todas as etnias com o decorrer do tempo. No corpo social do Palestra, prevaleciam homens da profissão de pedreiros, policiais, pintores, comerciários e marceneiros,   
moradores de fora do perímetro da Avenida do Contorno, onde se formou o primeiro subúrbio da capital mineira.

## Torcidas de clubes mineiros

Clube de futebol mais popular por município mineiro em 2014, segundo interação no Facebook. Laranja: Flamengo. Cinza: Corinthians. Azul: Cruzeiro.

No ranking nacional, o Cruzeiro aparece com 4% da preferência, mais de oito milhões de torcedores, enquanto o Atlético figura com 2%. Por conta da margem de erro da pesquisa (dois pontos percentuais para mais ou para menos), os dois clubes estão tecnicamente empatados, sendo eles os clubes mineiros mais populares.
A torcida do América seria 1% da torcida do Estado de Minas Gerais em 2022, o equivalente a cerca de duzentos e dez mil torcedores apenas nesse estado, tendo havido grande migração mineira para outros estados do Sudeste o que deve aumentar esse número. Pesquisa encomendada pelo jornal Estado de Minas em 2023 repetiu o resultado de 1% da torcida mineira em favor do America. Em Belo Horizonte a torcida americana seria 2%.

## Principais estádios de Minas Gerais

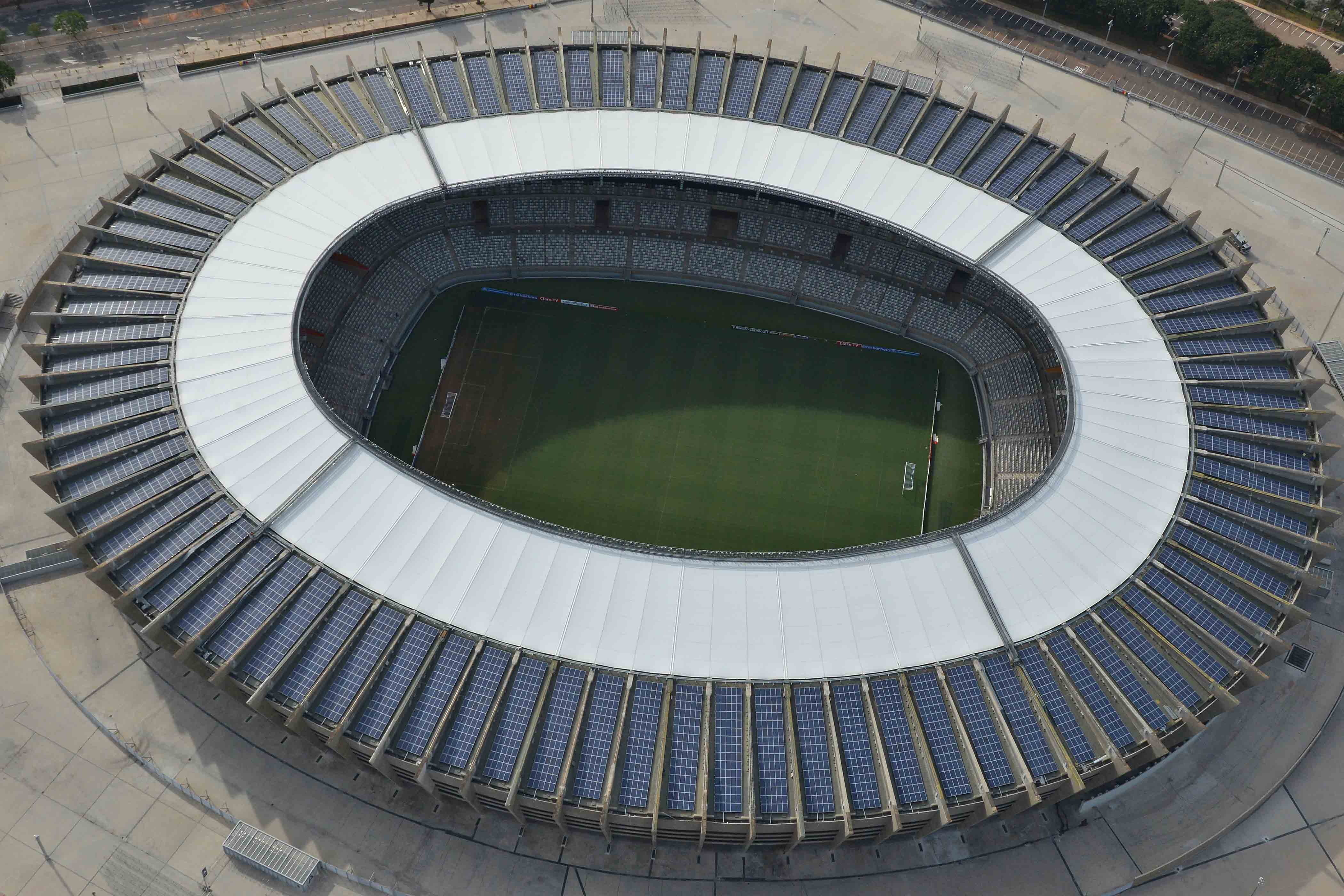
Mineirão, palco histórico do futebol mineiro.

### Mineirão
O Estádio do Mineirão para cerca de 62.000 pessoas é o principal estádio mineiro, onde o Cruzeiro Esporte Clube manda seus jogos, por isso também chamado de Toca da Raposa 3 pela torcida cruzeirense. Inaugurado em 1965, é o quinto maior estádio do Brasil, já tendo sediado cinco finais da Copa Libertadores, uma Copa Intercontinental e escolhido como uma das sedes da Copa do Mundo FIFA de 2014.

### Independência

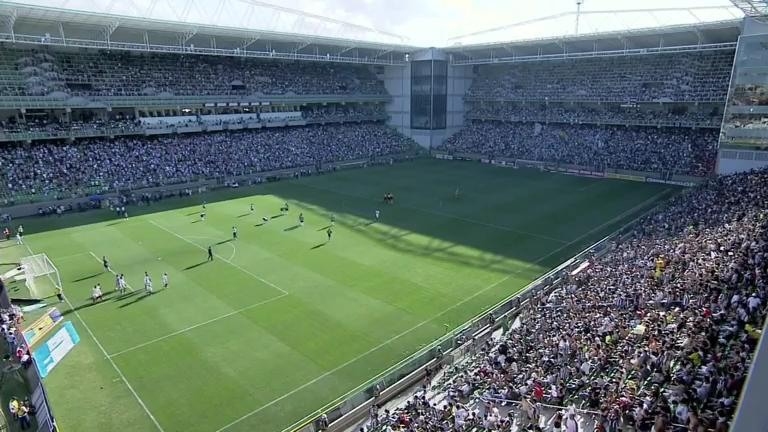
Estádio Independência.

O Estádio Independência para mais de 23.000 torcedores é um estádio localizado em Belo Horizonte de propriedade do América. Foi também bastante utilizado pelo Atlético em temporadas passadas, antes da construção de seu estádio próprio, e em algumas ocasiões pelo Cruzeiro.

### Parque do Sabiá

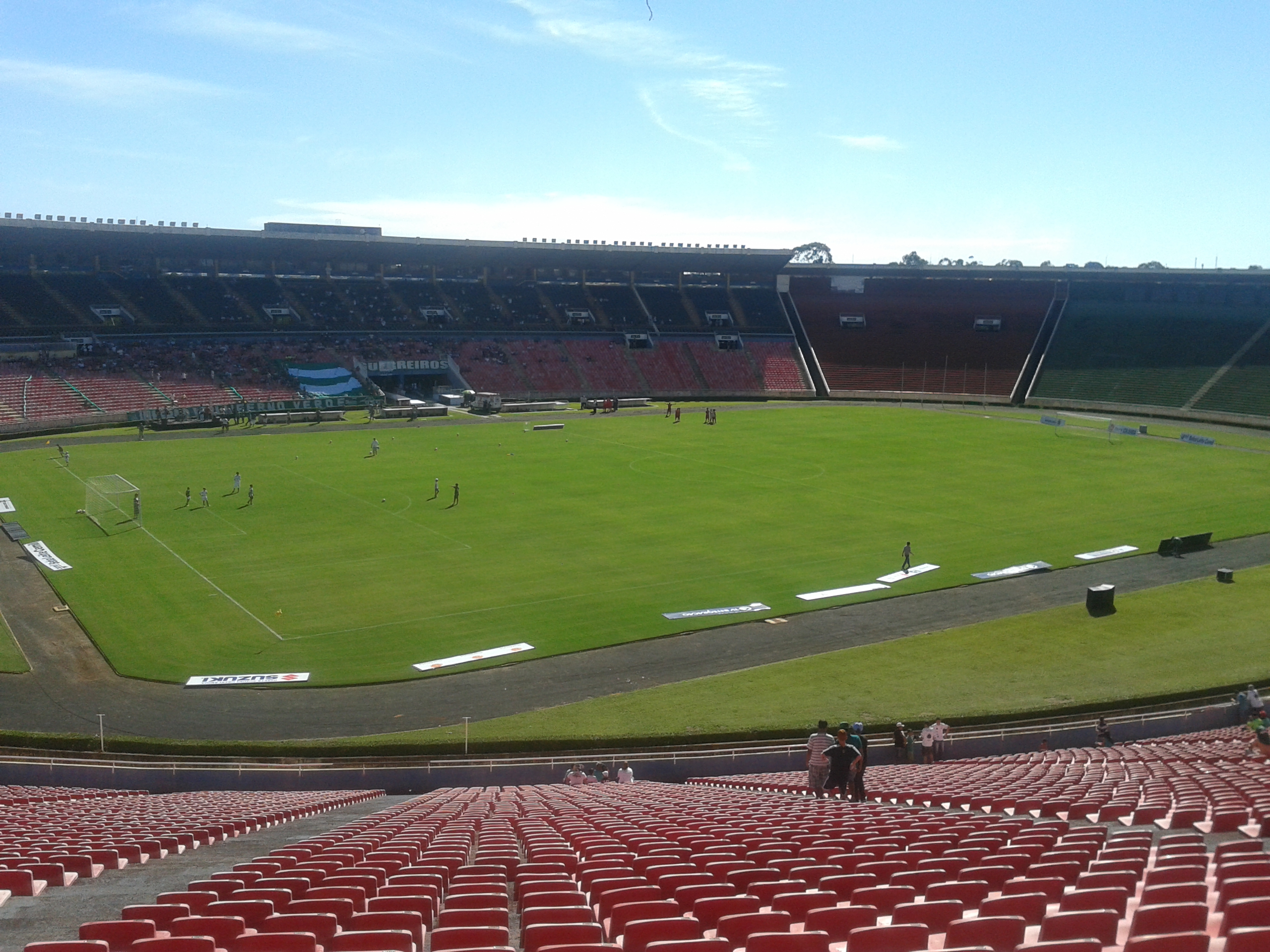
Estádio Parque do Sabiá.

O Estádio Parque do Sabiá, localizado em Uberlândia e utilizado habitualmente pelo clube batizado com o nome da cidade, o esmeraldino Uberlândia, é o segundo maior estádio do estado de Minas Gerais podendo receber mais de 53.000 torcedores, o oitavo maior do Brasil, o nonagésimo terceiro do mundo e o maior do interior do Brasil.

### Mário Helênio

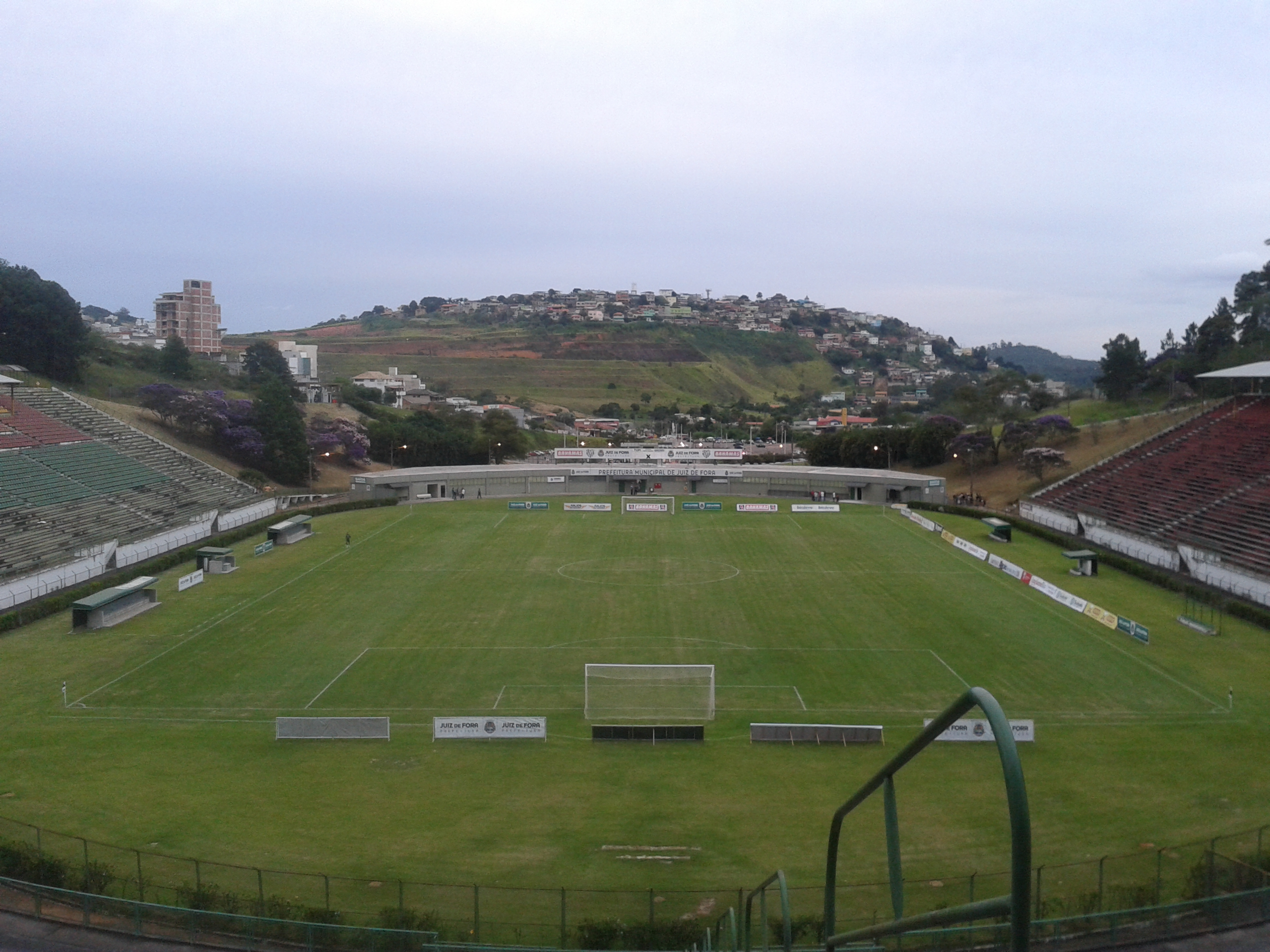
Estádio Mario Helênio.

O Estádio Mário Helênio para mais de 31.000 pessoas está localizado em Juiz de Fora. É o maior estádio da Zona da Mata Mineira e serve de palco para as partidas de Tupi e Tupynambás. Eventualmente recebe partidas dos clubes do Rio de Janeiro, devido sua proximidade com o estado vizinho, e a enorme influência recebida de lá na preferência dos torcedores, já tendo recebido clássicos como Botafogo vs Flamengo, Botafogo versus Fluminense,  Flamengo versus Fluminense, entre outros grandes jogos.

### Arena MRV

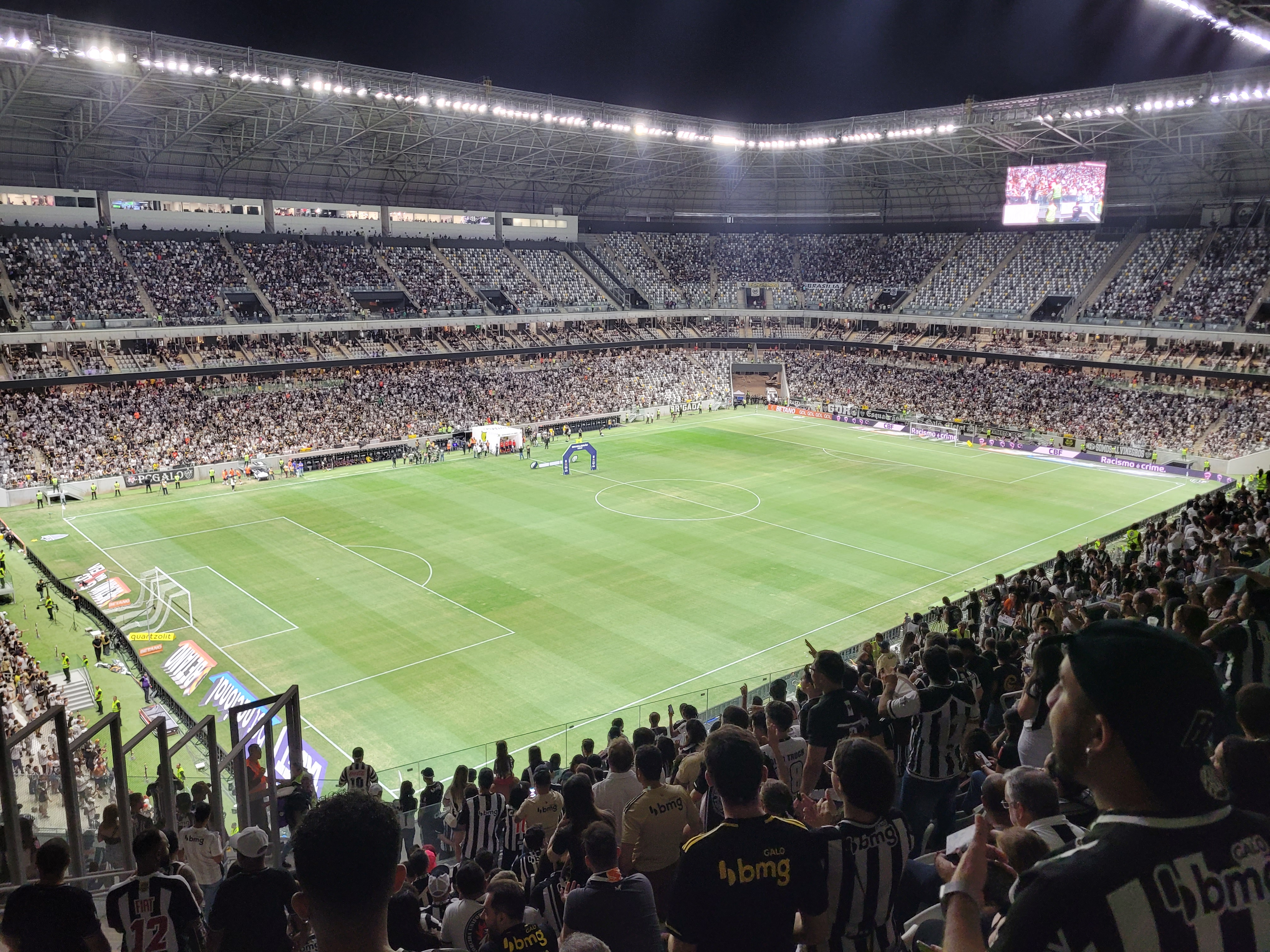
Arena MRV.

A Arena MRV é um recente estádio localizado em Belo Horizonte de propriedade do Atlético, para mais de 45.000 espectadores. O mais novo estádio mineiro tem a décima maior capacidade entre os outros estádios do país.

## Títulos dos principais clubes mineiros
| Títulos Internacionais oficiais | Atlético | Cruzeiro | América | Villa Nova | Tupi | Ipatinga |
| ------------------------------- | -------- | -------- | ------- | ---------- | ---- | -------- |
| Copa Libertadores               | 1        | 2        | 0       | 0          | 0    | 0        |
| Supercopa                       | 0        | 2        | 0       | 0          | 0    | 0        |
| Copa Conmebol                   | 2        | 0        | 0       | 0          | 0    | 0        |
| Recopa                          | 1        | 1        | 0       | 0          | 0    | 0        |
| Copa Ouro                       | 0        | 1        | 0       | 0          | 0    | 0        |
| Copa Master                     | 0        | 1        | 0       | 0          | 0    | 0        |
| Títulos nacionais oficiais      | Atlético | Cruzeiro | América | Villa Nova | Tupi | Ipatinga |
| Série A                         | 3        | 4        | 0       | 0          | 0    | 0        |
| Série B                         | 1        | 1        | 2       | 1          | 0    | 0        |
| Série C                         | 0        | 0        | 1       | 0          | 0    | 0        |
| Série D                         | 0        | 0        | 0       | 0          | 1    | 0        |
| Copa do Brasil                  | 2        | 6        | 0       | 0          | 0    | 0        |
| Supercopa do Brasil             | 1        | 0        | 0       | 0          | 0    | 0        |
| Copa dos Campeões (CBD)         | 1        | 0        | 0       | 0          | 0    | 0        |
| Títulos regionais oficiais      | Atlético | Cruzeiro | América | Villa Nova | Tupi | Ipatinga |
| Copa Sul-Minas                  | 0        | 2        | 1       | 0          | 0    | 0        |
| Copa Centro-Oeste               | 0        | 1        | 0       | 0          | 0    | 0        |
| Títulos estaduais oficiais      | Atlético | Cruzeiro | América | Villa Nova | Tupi | Ipatinga |
| Campeonato Mineiro              | 49       | 38       | 16      | 5          | 0    | 1        |
| Supercampeonato mineiro         | 0        | 1        | 0       | 0          | 0    | 0        |
| Taça Minas Gerais (*)           | 5        | 5        | 1       | 2          | 1    | 2        |
| Taça Belo Horizonte             | 3        | 0        | 0       | 0          | 0    | 0        |
| Copa dos Campeões Mineiros      | 0        | 2        | 0       | 0          | 0    | 0        |
| Torneio Incentivo Mineiro - FMF | 1        | 0        | 0       | 2          | 0    | 0        |
| Torneio da FMF                  | 1        | 0        | 0       | 0          | 0    | 0        |
| Torneio Início                  | 8        | 8**      | 13      | 5          | 0    | 0        |
| Campeonato Mineiro - Módulo II  | 0        | 0        | 1       | 1          | 2    | 1        |
| Títulos municipais oficiais     | Atlético | Cruzeiro | América | Villa Nova | Tupi | Ipatinga |
| Copa Belo Horizonte             | 1        | 1        | 0       | 0          | 0    | 0        |
| Taça Bueno Brandão              | 1        | 0        | 0       | 0          | 0    | 0        |
| Total de títulos oficiais       | 81       | 76       | 35      | 16         | 04   | 04       |

(*) Inclui turnos de campeonatos. (**) Não inclui torneios início não oficiais pela AMET em 1926 e 1927.

## Títulos do futebol mineiro

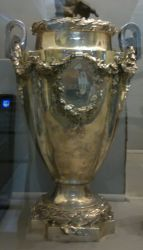
Taça Brasil: o futebol mineiro conquistou a taça em 1966.

### Seleção Mineira
| Nacional | Nacional              | Nacional | Nacional   |
|          | Competição            | Títulos  | Temporadas |
| -------- | --------------------- | -------- | ---------- |
|          | Campeonato Brasileiro | 1        | 1962       |

### Clubes mineiros
| Internacional | Internacional                | Internacional | Internacional                                    |
|               | Competição                   | Títulos       | Temporadas                                       |
| ------------- | ---------------------------- | ------------- | ------------------------------------------------ |
|               | Copa Libertadores da América | 3             | 1976, 1997, 2013                                 |
|               | Copa Conmebol                | 2             | 1992, 1997                                       |
|               | Supercopa Libertadores       | 2             | 1991, 1992                                       |
|               | Recopa Sul-Americana         | 2             | 1998, 2014                                       |
|               | Copa Master da Supercopa     | 1             | 1995                                             |
|               | Copa de Ouro Nicolás Leoz    | 1             | 1995                                             |
| Nacional      |                              |               |                                                  |
|               | Competição                   | Títulos       | Temporadas                                       |
|               | Série A                      | 7             | 1937, 1966, 1971, 2003, 2013, 2014, 2021         |
|               | Copa do Brasil               | 8             | 1993, 1996, 2000, 2003, 2014, 2017, 2018, 2021   |
|               | Supercopa do Brasil          | 1             | 2022                                             |
|               | Copa dos Campeões do Brasil  | 1             | 1978                                             |
|               | Série B                      | 6             | 1971, 1984, 1997, 2006, 2017, 2022               |
|               | Série C                      | 2             | 2009, 2016                                       |
|               | Série D                      | 2             | 2011, 2014                                       |
| Interestadual |                              |               |                                                  |
|               | Competição                   | Títulos       | Temporadas                                       |
|               | Copa Sul-Minas               | 3             | 2000, 2001 e 2002                                |
|               | Copa Centro-Oeste            | 1             | 1999                                             |
| Total         |                              |               |                                                  |
|               | Conquistas                   | Títulos       | Descrição                                        |
|               | Títulos oficiais             | 42            | 11 continentais, 27 nacionais e 4 interestaduais |

## Campanhas de destaque

### Internacional
- Vice-campeão da Copa Intercontinental: 1976 e 1997
- Terceiro colocado da Copa do Mundo de Clubes da FIFA: 2013
- Vice-campeão da Copa Libertadores da América: 1977, 2009 e 2024
- Vice-campeão da Copa Sul-Americana: 2024
- Vice-campeão da Recopa Sul-Americana: 1992 e 1993
- Vice-campeão da Copa CONMEBOL: 1995

### Nacional
- Vice-campeão do Campeonato Brasileiro de Futebol - Série A: 1969, 1974, 1975, 1977, 1980, 1999, 2010, 2012, 2015
- Vice-campeão da Copa do Brasil: 1998, 2014, 2016, 2024
- Vice-campeão da Série B: 2007
- Vice-campeão da Série C: 1988, 1990 e 2010
- Vice-campeão da Série D: 2022

## Ranking da CBF

### Ranking dos clubes
Ranking atualizado em 10 de dezembro de 2023
| Pos. | Clube                        | Pontos | Brasileirão 2021 |
| ---- | ---------------------------- | ------ | ---------------- |
| 5º   | Atletico Mineiro             | 13.282 | Série A          |
| 10º  | América Mineiro              | 11.533 | Série A          |
| 17º  | Cruzeiro                     | 8.330  | Série A          |
| 35º  | Tombense                     | 3.999  | Série C          |
| 77º  | Pouso Alegre                 | 1.060  | Série D          |
| 95º  | Caldense                     | 714    | Série D          |
| 111º | Boa Esporte                  | 566    | Série D          |
| 121º | Patrocinense                 | 509    | Série D          |
| 123º | Athletic Club (Minas Gerais) | 500    | Série D          |
| 133º | Decromata GV                 | 390    | Série D          |
| 136º | URT                          | 380    | Série D          |
| 167° | Uberlândia                   | 276    | Série D          |

### Ranking das federações
Ranking atualizado em 8 de dezembro de 2023 
| Pos. | Pontos |
| ---- | ------ |
| 3º   | 41.799 |